# NGC 6447
NGC 6447 ist eine 12,9 mag helle Balkenspiralgalaxie vom Hubble-Typ SBbc im Sternbild Herkules. Sie ist schätzungsweise 309 Millionen Lichtjahre von der Milchstraße entfernt und bildet mit NGC 6446 eine gravitationell gebundene Doppelgalaxie.
Das Objekt wurde am 9. Juli 1864 von Albert Marth entdeckt.